# 多馬特

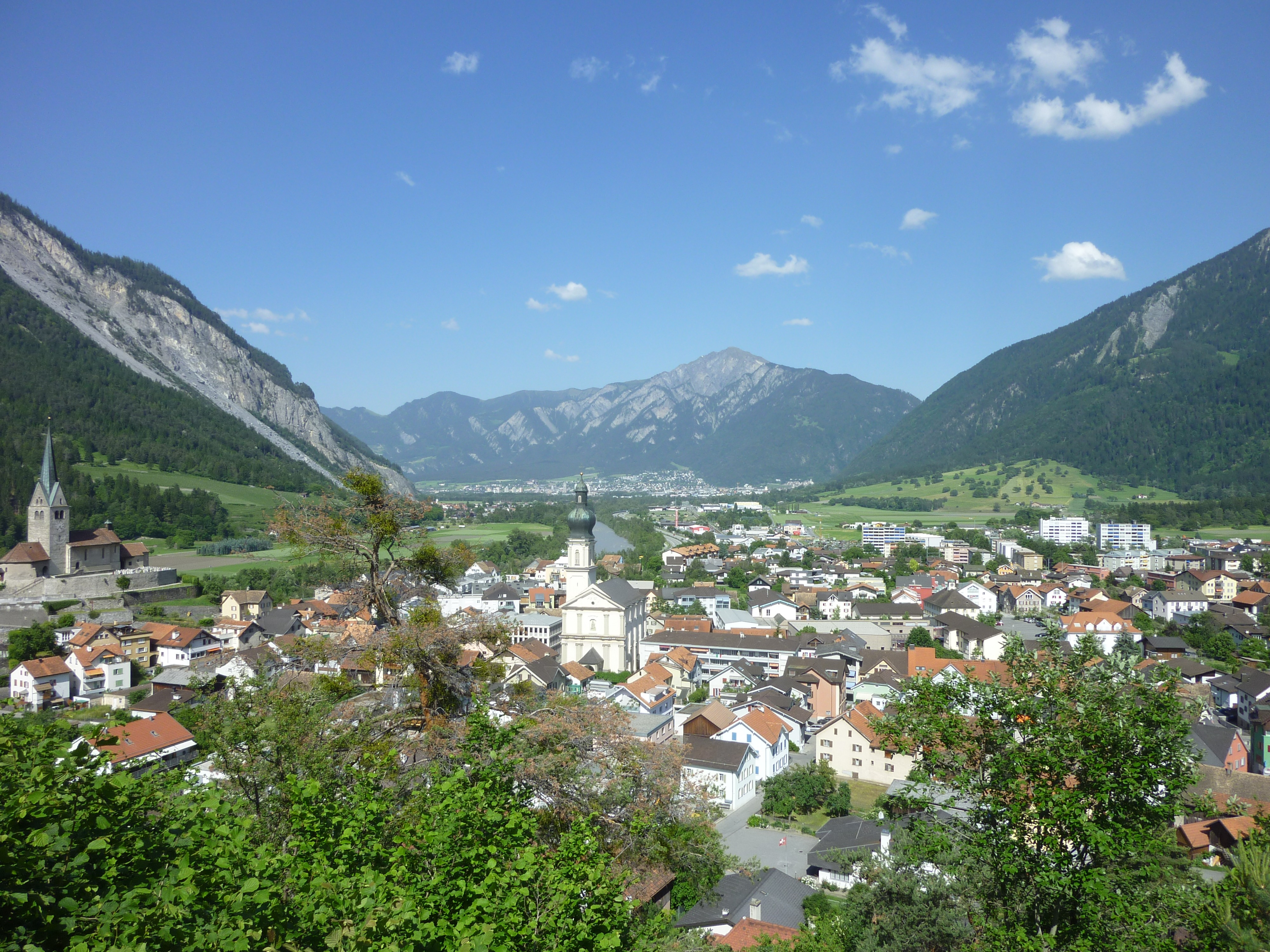

多馬特是瑞士的城鎮，位於該國東部，由格勞賓登州負責管轄，面積24.22平方公里，海拔高度586米，2011年人口7,392，六成居民信奉羅馬天主教，人口密度每平方公里305人。